# 掛川市立佐束小学校
掛川市立佐束小学校（かけがわしりつさづかしょうがっこう）は、静岡県掛川市にある市立小学校。学校の設置者は普通地方公共団体の掛川市である。

## 概要
静岡県掛川市小貫に立地する小学校である。高瀬、小貫、中方、岩滑の4つの大字に在住する児童が通っている。校名の「佐束」とは、高瀬、小貫、中方、岩滑の4つを総称する地名に因んでいる。かつては地方公共団体として佐束村が設置されていたが、その村域は掛川市立佐束小学校の学区とほぼ一致している。掛川市立佐束幼稚園と敷地が隣接している。小笠郡の小学校としては史上初めて鉄筋コンクリート造の校舎を建設するなど、先進的な取り組みがなされていた。また、複数名の都道府県知事をはじめ、大学の学長や、オリンピックのメダリストなど多様な人材を輩出している。

## 沿革

### 経緯

#### 前史
1872年9月（旧暦明治5年8月）に学制が発布され、浜松県城東郡は第2大学区第3中学区に属することになった。城東郡内の高瀬村は子隣村と第58小学区を構成し、小貫村と中方村は第84小学区を構成することになった。翌年、各小学区ごとに小学校を創設するよう布令され、高瀬村は第3中学区第7小学区の横地学校に属し、小貫村と中方村は第3中学区第10小学区の嶺学校に属することになった。これを受け、1873年（明治6年）12月、高瀬村の八相寺の境内を間借りする形で、横地学校高瀬分校が開校した。この分校には、高瀬村の児童が通うことになった。同様に、1873年（明治6年）12月9日、中方村の全体寺の境内を間借りする形で、嶺学校中方村分校が開校した。こちらの分校には、小貫村と中方村の児童に加え、岩滑村の児童も通うことになった。

#### 小学校の設置

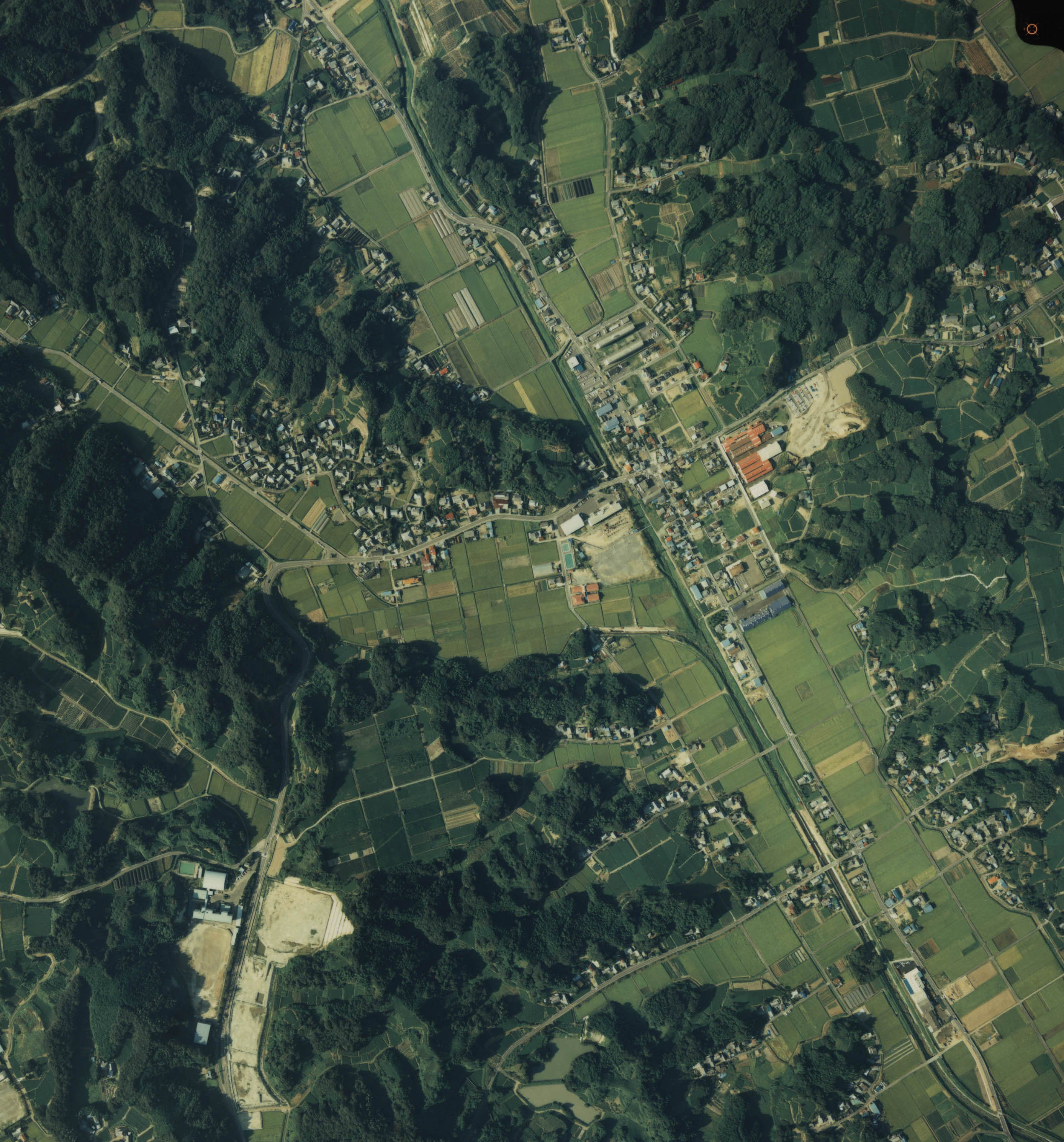
静岡県小笠郡大東町上佐束区、下佐束区の航空写真（1988年撮影）。中央に大東町立佐束小学校が見える。佐束学校が静岡県城東郡中方村から移転して以来、ほぼ一貫してこの地に学校が置かれている。

1875年（明治8年）4月13日、高瀬小貫中方三村連合が発足し、小学校を設置する許可を得た。これを受け、第13中学区第84小学区に所属する小学校として、佐束学校が発足した。この学校においても、嶺学校中方村分校が置かれていた全体寺の境内を引き続き間借りすることとした。この学校には高瀬村、小貫村、中方村、岩滑村の児童が通うことになった。しかし、全体寺はあくまで寺院であり、学校を一時的に仮置きしていたに過ぎなかった。そのため、いつまでも全体寺に間借りしているわけにもいかず、並行して学校として適当な移転先を探すことになった。その結果、小貫村の堂下地区に学校専用の用地を確保するのが最適との結論に至り、中方村の全体寺から移転することになった。同地に校舎が新築されることになり、1876年（明治9年）11月14日に落成した。なお、この校舎は、高瀬村で廃寺となっていた常慶寺の本堂を改造したものであった。ただ、岩滑村から小貫村の堂下地区まではかなりの距離があり、岩滑村については1881年（明治14年）9月1日より本校から分離し、興禅庵の境内を学校として間借りすることとした。なお、1876年（明治9年）8月に浜松県は静岡県に編入されることになり、高瀬村、小貫村、中方村、岩滑村が属する城東郡も静岡県に含まれることになった。
1886年（明治19年）2月5日、学区が改正されることになった。これにより、高瀬村、小貫村、中方村、岩滑村は西之谷村、大石村とともに城東郡第3学区を構成することになった。この6村の児童が通うため新たな小学校の設置が求められ、その設置場所として中方村が指定された。校名についても「育正館」と定められるなど、6村のための新小学校の設置計画は徐々に具体化されていった。しかし、この計画が実現する前に「佐束尋常小学校設置の件」が指令されたため、6村のための新小学校が実際に設置されることはなかった。なお、1889年（明治22年）に高瀬村、小貫村、中方村の新設合併により、佐束村が発足した。

#### 尋常小学校
その後、町村制の施行に伴い、1890年（明治23年）3月3日に「佐束尋常小学校設置の件」が指令された。これにより、佐束村と岩滑村は一つの学区として指定され、佐束尋常小学校が設置されることになった。しかし、佐束村と岩滑村とで一つの小学校を設置することとされたものの、既に岩滑村にも佐束学校とは別の校舎が設けられていた。そのため、1892年（明治25年）3月、岩滑村と学区が正式に分離されることになり、佐束尋常小学校の学区は佐束村（旧高瀬村、旧小貫村、旧中方村）のみとなった。また、佐束尋常小学校の用地は、旧小貫村の堂下地区が望ましいと判断され、引き続き従来の佐束学校の用地を使用することになった。1893年（明治26年）7月には校舎を改築し、1901年（明治34年）2月には運動場を拡張した。1909年（明治42年）3月には、校舎を副築するとともに、運動場を拡張した。また、高等科設置の機運が高まり、1911年（明治44年）10月30日には校長の中島格平が高等科併置意見書を提出した。なお、佐束村や岩滑村が属する城東郡は、1896年（明治29年）に佐野郡と合併し、小笠郡が発足した。

#### 国民学校
1943年（昭和18年）4月1日、佐束村と岩滑村の新設合併により、新制佐束村が発足した。それに伴い、旧岩滑村は、旧高瀬村、旧小貫村、旧中方村と同じく佐束村の大字の一つとなった。同年5月6日付で、旧岩滑村に設置されていた岩滑村国民学校は、佐束村岩滑国民学校に校名変更を実施した。同年5月25日、佐束村岩滑国民学校は廃校となり、大部分の児童は佐束村国民学校に転入することになったが、一部の児童についてはやむなく暫定的に小笠郡内の平田村の学校に委託することとなった。1945年（昭和20年）4月4日、平田村の学校に委託していた児童もようやく復帰できることになり、佐束村の全村域が正式に学区となった。しかし、全ての児童が揃ったのも束の間、今度は太平洋戦争による空襲が激化したため、避難対策の一環として同年8月より分散教育を導入せざるを得ない状況となった。その結果、児童は佐束村役場、佐束農業組合、佐束製茶工場、八相寺、岩滑公会堂など、地域ごと別々の建屋にそれぞれ分かれて教育を受けることになった。同年8月15日に終戦を迎え、分散教育も終了した。戦後すぐは学級数が急増したことから、同年9月より初等科5学年女子は佐束村役場、初等科5学年男子は佐束農業組合、高等科1学年男子は佐束製茶工場に仮教室を設けて凌ぐことにした。

#### 新制小学校

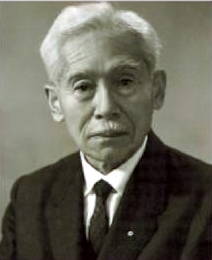
初代佐束村立佐束小学校PTA会長山下宗一郎

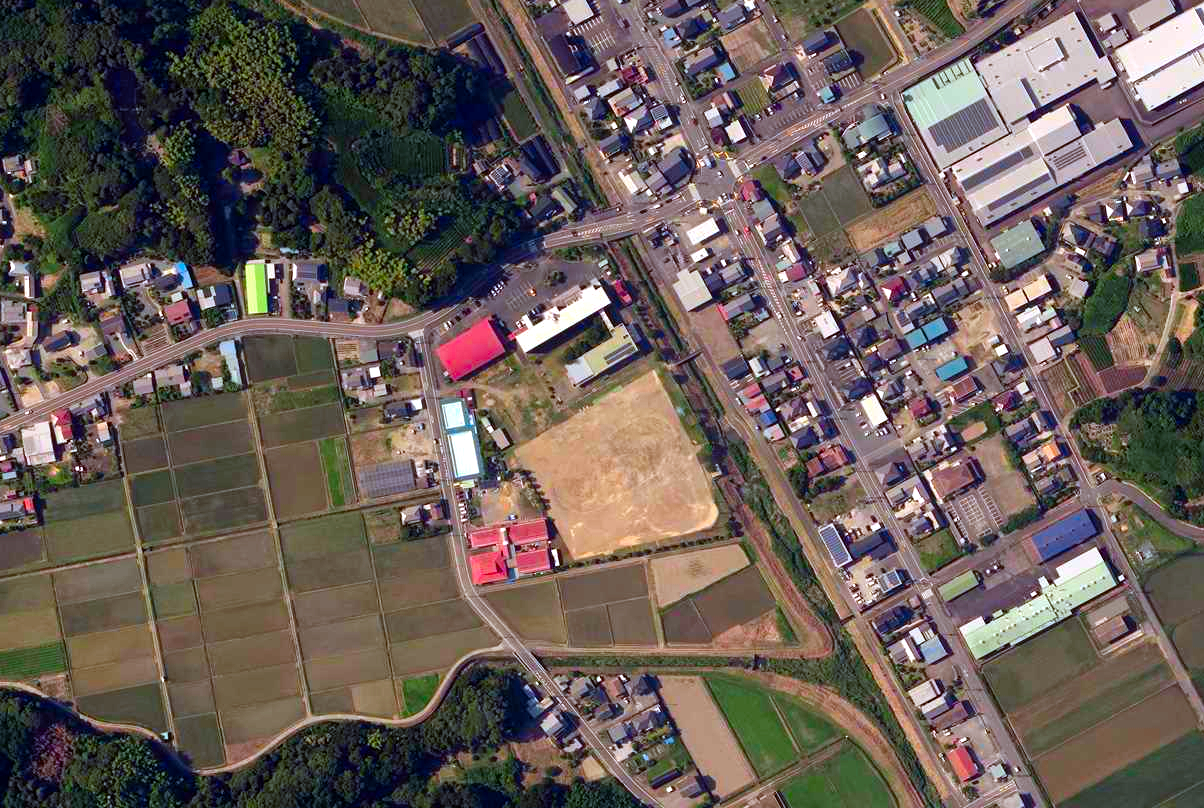
掛川市立佐束小学校の北側は静岡県道38号掛川大東線に接しており、東側は佐束川に面している。南東側は掛川市立佐束幼稚園の敷地と隣接している。東方には佐束商店街などがあり人家や商店が多く、西方には山林や田畑が広がっている

学制改革により、佐束村国民学校の初等科は佐束村立佐束小学校となった。また、佐束村国民学校の高等科は、新制中学校に移行することになった。これを受け、佐束村立佐束小学校に隣接する敷地に佐束村立佐束中学校が設置されることになり、1948年（昭和23年）6月29日に起工式が執り行われた。なお、その後すぐに佐束村は土方村とともに特別地方公共団体である土方村佐束村中学校組合を設立し、中学校のみ共同で設置・運営することとした。これを受け、佐束村立佐束中学校は土方村立土方中学校と統合され、新たに土方村佐束村中学校組合立城東中学校が発足することとなった。佐束村立佐束中学校の校舎は土方村佐束村中学校組合立城東中学校佐束分校として利用されたが、やがて分校は廃止され生徒も土方村の新校舎に移っていった。そのため、佐束村立佐束小学校に隣接する敷地に中学校が置かれていたのは、ほんのわずかな期間であった。
一方、佐束村立佐束小学校については、引き続き佐束村が単独で設置・運営した。1955年（昭和30年）、佐束村と土方村の新設合併により、城東村が発足した。それに伴い、城東村立佐束小学校に校名を変更した。1956年（昭和31年）9月26日には鉄筋コンクリート造の新校舎が完成した。小笠郡内の小学校としては史上初めての鉄筋コンクリート校舎であったため、大きな注目を集めた。また、敷地内には城東村立佐束小学校の講堂と地域住民の公民館とを兼用する木造施設が同時に建設されており、こちらは1957年（昭和32年）3月31日に完成した。これを受け、1957年（昭和32年）4月2日、新校舎と講堂兼公民館の落成式が執り行われた。講堂兼公民館の建設には、地域から多くの寄附が寄せられていた。特に、特別地方公共団体である佐束財産区、学区内の各自治区（高瀬区、小貫区、中方区、岩滑区）、学区内の組合である佐束農業協同組合、学区内の有力企業である土井酒造場と山下工業研究所は、多額の資金や装具を寄贈したため、村長の山崎金一は式辞で感謝の意を表した。また、落成式においては、内閣総理大臣の岸信介からの祝辞が披露された。なお、敷地内には二宮金次郎の像が置かれていたが、新校舎の建設工事に際していったん移転退避させ、新校舎完成後に再び設置された。
なお、掛川市立佐束小学校は掛川市立佐束幼稚園と敷地が隣接しており、伝統的に小学校の児童と幼稚園の園児の交流が図られてきた。児童と園児とがともに集団登校をすることで、防犯性・防災性を高めるとともに、異年齢同士の共助が促進され、地域社会の一体感の形成に役立ってきた。だが2016年になると、市長の松井三郎により、掛川市立佐束幼稚園、掛川市立土方幼稚園、掛川市立中幼稚園、大東福祉会立城東保育園を全て廃止したうえで、私立認定こども園を1つ設置するとの構想が発表された。従来は旧城東村（旧佐束村、旧土方村、旧中村）には幼稚園が3園、保育園が1園設置されてきたが、仮に松井の構想が実現すれば幼稚園はゼロ、保育園もゼロ、認定こども園がわずか1園という状態になる。なお、新設される認定こども園の用地は、掛川市立城東中学校の近隣の敷地、もしくは、大東福祉会立城東保育園の近隣の敷地が想定されている。したがって、掛川市立佐束小学校の敷地に隣接して幼稚園が置かれてきた伝統も、松井により途絶えることになる。ただ、旧城東村は南北キロメートル、東西キロメートルに渡っており、公立小学校が3校も設置されるほどの広さである。この広大なエリアにたった一つの認定こども園では、徒歩通園が不可能な園児が生じたり、災害時に帰宅困難な状況に陥るのではないかと危惧されているが、それらは今後の課題である。なお、掛川市では幼稚園と保育園を廃止して認定こども園にする動きが続いているが、旧城東村以外の他地域ではおおむね小学校の学区単位で一つの認定こども園に再編されている。

### 年表
- 1873年 - 横地学校高瀬分校設置。
- 1873年 - 嶺学校中方村分校設置。
- 1875年 - 佐束学校設置。
- 1890年 - 佐束尋常小学校設置。
- 1912年 - 佐束尋常高等小学校設置。
- 1941年 - 佐束村国民学校設置。
- 1941年 - 岩滑村国民学校設置。
- 1943年 - 佐束村岩滑国民学校設置。
- 1943年 - 佐束村岩滑国民学校廃止。
- 1947年 - 佐束村立佐束小学校設置。

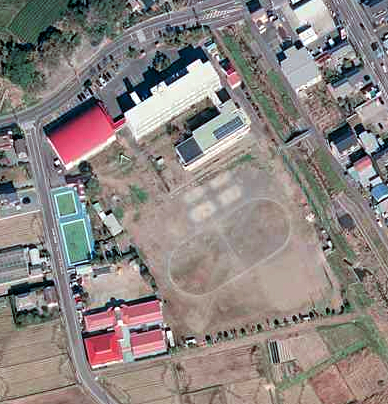
掛川市立佐束小学校の航空写真（2012年11月20日撮影）

- 1955年 - 城東村立佐束小学校に校名変更。
- 1973年 - 大東町立佐束小学校に校名変更。
- 2005年 - 掛川市立佐束小学校に校名変更。

## 通学区域
- 静岡県掛川市
  - 高瀬
  - 小貫
  - 中方
  - 岩滑

## 進学先中学校
- 掛川市立城東中学校

## 交通
- しずてつジャストライン掛川大東浜岡線井崎停留所

## 関係者

### 出身者
氏名の五十音順で記載した。括弧内には職業を記載し、ハイフン以降には現職、元職問わず代表的な職歴を併記した。
- 石川嘉延[2]（自治官僚・政治家） - 自治省公務員部部長、静岡県知事
大日本帝国の領土だった台湾で生まれ、終戦により親の故郷である佐束村に引き揚げた。「掛川市立佐束小学校創立百三十周年を祝う会」の際にも来校した。
- 鵜藤俊平（水泳選手） - ベルリンオリンピック銀メダリスト
佐束村出身の卒業生。
- 鈴木登（内務官僚・政治家） - 青森県知事、長野県知事
佐束村出身。竹內薰兵の弟。
- 竹內薰兵（医師・医学者） - 竹内病院院長
佐束村出身。鈴木登の兄。
- 角替弘志[3]（教育学者） - 静岡大学名誉教授、常葉学園大学学長
静岡県清水市に住んでいたが、空襲により岡国民学校が焼失、庵原郡両河内村に疎開した[8]。終戦により母と佐束村の伯父の下に身を寄せることになり、佐束村国民学校に転入した[8]。佐束村国民学校での日々について「つらい思い出、楽しい思い出が、この時期に一杯詰っている。しかし、それ以上に私にとって貴重だったことは、早くに亡くなった父の育った土地と家と学校で、私自身が生活し、学ぶことができたことであった」[8]と述懐している。その後、清水市に再び転居することになり、岡国民学校に戻っていった[8]。